# بروكس أوتيس
بروكس أوتيس (بالإنجليزية: Brooks Otis)‏ هو باحث في تاريخ العصور الكلاسيكية أمريكي، ولد في 10 يونيو 1908 في بوسطن في الولايات المتحدة، وتوفي في 26 يوليو 1977 في تشابل هيل في الولايات المتحدة.